# Фоменко, Михаил Иванович
Михаил Иванович Фоменко (укр. Михайло Іванович Фоменко; 19 сентября 1948, Малая Рыбица, Сумская область — 29 апреля 2024, Сумы) — советский и украинский футболист, защитник и полузащитник и футбольный тренер. Известен по выступлениям за «Динамо» (Киев). Игрок сборной СССР (1972—1977). Мастер спорта СССР международного класса (1975). Заслуженный мастер спорта СССР (1975).
После завершения игровой карьеры — футбольный тренер. Заслуженный тренер Украины. Заслуженный работник физической культуры и спорта Украины. С 26 декабря 2012 по 23 июня 2016 года — главный тренер национальной сборной Украины. Полный кавалер ордена «За заслуги» (2020, 2015, 2004).

## Карьера

### В клубах
Воспитанник сумской футбольной школы «Спартак» (с 1962). В юношеском возрасте выступал за команды «Спартак» Сумы (1965—1969), «Заря» Ворошиловград (1970—1971).
В киевское «Динамо» пришёл перед началом сезона 1972 года, в котором «Заря» стала чемпионом СССР, опередив «Динамо» — серебряного призёра. В своей новой команде Фоменко занял место свободного защитника, с каждой игрой достигая все лучшего взаимопонимания с партнёрами. Чемпион и обладатель Кубка СССР 1974, чемпион 1975 года, обладатель Кубка обладателей кубков и Суперкубка УЕФА. Чемпион СССР 1977 года, обладатель Кубка СССР 1978.

### В сборной
В 1972 году Фоменко дебютировал и в сборной СССР. Это случилось 16 июля на стадионе финского города Васа. Принимал участие в отборочных играх чемпионатов мира и Европы, Олимпийских играх 1976 года в Монреале. На матчи чемпионата Европы с национальными командами Швейцарии, Чехословакии, товарищескую встречу со сборной Венгрии в Будапеште Михаил Фоменко выводил сборную СССР в качестве капитана. В 1975 году был капитаном и в «Динамо». Всего за сборную СССР сыграл 24 матча (в том числе 5 матчей за олимпийскую сборную СССР).

## Тренерская карьера
Завершил игровую карьеру в 30-летнем возрасте из-за беспокоящей травмы спины. После этого два года занимался в Высшей школе тренеров, получил диплом и приступил к тренерской деятельности.
Главный тренер клуба «Фрунзенец» Сумы (1979). Тренер клуба «Динамо» Киев (1980—1984).
Главный тренер команд: «Десна» Чернигов (1985—1986), «Кривбасс» Кривой Рог (1987), «Гурия» Ланчхути (1987—1989), «Аль-Рашид» Багдад и сборной Ирака (1990), «Автомобилист» Сумы (1991—1992).
После распада СССР главный тренер клубов и сборных: «Динамо» Киев (1992—1993), «Верес» Ровно (1994), сборной Гвинеи (1994), «ЦСКА-Борисфен» Киев (1994—1996), «Металлист» Харьков (1996—2000, 2001—2002, 2003), ЦСКА Киев (2000—2001), «Металлург» Запорожье (2003), «Таврия» Симферополь (2006—2008), «Салют» Белгород (2010—2011).
Наиболее показательной считает свою работу в клубе «Гурия», с которым в 1989 вышел в высшую лигу чемпионата СССР по футболу (правда в 1990 клубы Грузии вышли из союзных футбольных турниров и Фоменко не смог продолжить работу с клубом).
26 декабря 2012 года назначен главным тренером сборной Украины, подписав контракт по схеме 1+2. Тренерский дебют в сборной пришёлся на товарищеский матч с Норвегией, состоявшийся 6 февраля 2013 года, в котором сборная Украины победила со счётом 2:0. Команда под его руководством вышла на чемпионат Европы 2016 года, где проиграла все три матча, после чего Фоменко покинул сборную.

## Болезнь и смерть
Летом 2023 года стало известно что Фоменко лечится от онкологического заболевания. Умер 29 апреля 2024 года в возрасте 75 лет. Похоронен на Лучанском кладбище в Сумах

## Достижения

### Как игрок
«Динамо» (Киев)
- Чемпион СССР (3): 1974, 1975, 1977
- Обладатель Кубка СССР (2): 1974, 1978
- Обладатель Кубка обладателей Кубков УЕФА: 1975
- Обладатель Суперкубка УЕФА: 1975

Сборная СССР
- Серебряный призёр чемпионата Европы 1972 (входил в состав команды, в матчах не участвовал)
- Бронзовый призёр Олимпийских игр 1976

### Как тренер
«Динамо» (Киев)
- Чемпион Украины: 1992/93
- Обладатель Кубка Украины: 1993

ЦСКА (Киев)
- Финалист Кубка Украины: 2001

### Личные
- В списках 33 лучших футболистов сезона в СССР (6): № 1 — 1974, 1975, 1976; № 2: 1973, 1977; № 3: 1972
- Мастер спорта СССР международного класса (1975)
- Заслуженный мастер спорта СССР (1975)
- Тренер года в Украине[укр.] (2): 1993, 2001

### Награды
- Награждён орденом «За заслуги» I степени (2020)[9]
- Награждён орденом «За заслуги» II степени (2015)[10]
- Награждён орденом «За заслуги» III степени (2004)[11]
- Заслуженный работник физической культуры и спорта Автономной Республики Крым (19 мая 2008) — За значительный личный вклад в развитие спорта в Автономной Республике Крым, высокий профессионализм, спортивные достижения и в связи с 50-летием со дня основания ООО «Спортивный клуб „Таврия“»[12]
- Отличие «Именное огнестрельное оружие» (2015)[13]
- Почётный гражданин города Сумы